# Port lotniczy Caye Chapel
Port lotniczy Caye Chapel (ang. Caye Chapel Airport) – jeden z belizeńskich portów lotniczych, zlokalizowany na wyspie Caye Chapel.